# John Francis Daley
John Francis Daley (sinh ngày 20 tháng 7 năm 1985) là một diễn viên, biên kịch và đạo diễn phim người Mỹ. Anh được biết đến khi đóng vai học sinh phổ trung học năm đầu Sam Weir tên phim hài NBC có tựa Freaks and Geeks và chuyên gia phân tích tội phạm FBI tiến sĩ Lance Sweets trên loạt phim Bones, mà nhờ đó anh đã được đề cử giải PRISM năm 2014.. Anh chơi keyboard và hát cho ban nhạc Dayplayer. 

Anh được biết đến trong điện ảnh vì sự hợp tác của ông với Jonathan Goldstein như một bộ đôi làm phim. Cả hai đã cùng nhau làm việc với nhau. Các tác phẩm đầu tiên của Daley và Goldstein lần đầu tiên được xây dựng dựa trên phim hài, nơi họ là đồng tác giả cho Horrible Bosses (2011), đồng viết kịch bản cho The Incredible Burt Wonderstone (2013), đồng viết nội dung kịch bản cho Horrible Bosses 2 (2014), cùng viết nội dung kịch bản và đồng đạo diễn cho phim thứ năm của loạt phim National Lampoon's Vacation, Vacation (2015). Hai người này đã cùng viết kịch bản cho Spider-Man: Homecoming (2017) với Jon Watts, Christopher Ford, Chris McKenna và Erik Sommers; bộ phim đã đạt được thành công về tài chính và phê bình. Cặp đôi này đã ký hợp đồng làm đạo diễn cho bộ phim Flashpoint, sẽ là một phần của universe Warner Bros. và DC Films.

## Tiểu sử
Daley sinh ra ở Wheeling, Illinois, đến R.F. Daley, một diễn viên, và Nancy Daley, một giáo viên dạy piano. Cha của ông là người gốc Ái Nhĩ Lan, trong khi mẹ ông là người Do Thái Anh lớn lên tại Nyack, New York, nơi anh chơi Danny trong trường trung học Nyack Middle of Grease.

## Sự nghiệp
Daley bắt đầu đóng phim khi anh được mời đóng vai "Young Tommy" ở Mỹ và các chuyến lưu diễn quốc tế của bộ phim hit Broadway có tựa The Who's Tommy. Anh thủ vai Sam Weir, nhân vật chính trong phim "Geeks" trong loạt phim truyền hình Freaks and Geeks, và từ đó anh đã làm việc liên tục trên truyền hình, bao gồm các bộ phim như The Geena Davis Show, Boston Public, Regular Joe, Kitchen Confidential, Juding Amy, và thành phố Spin. Anh đã đứng thứ 94 trên 100 ngôi sao teen lớn nhất của VH1.
Năm 2001, anh đồng đạo diễn một bộ phim ngắn mang tên What Babies Do. Anh cũng đã viết và đóng vai chính trong bộ phim hài đêm thứ sáu. Năm 2005, anh đã diễn xuất trong bộ phim Friday Night. In 2005, he appeared in the film Waiting... và hài kịch tình huống Fox tựa Kitchen Confidential.. Trong năm 2007, Daley tham gia diễn viên của bộ phim truyền hình Fox Bones, mô tả nhà tâm lý học Lance Sweets. Ông đã đồng sáng tác tập "The Truth in the Myth" với Jonathan Goldstein, tác giả của bộ phim Stephen Nathan, cho biết Sweets đã bị giết vì Daley muốn có thời gian để chỉ đạo một bộ phim và ông lo ngại rằng Sự vắng mặt của Daley sẽ là quá dài, đặc biệt nếu công việc chỉ đạo đã dẫn tới những tác phẩm khác.
Trong năm 2011, Daley và bạn diễn của mình là Jonathan M. Goldstein đã viết bộ phim đen Horrible Bosses. Năm 2013, Daley đồng sáng tác The Incredible Burt Wonderstone với Goldstein; Daley cũng có một cameo trong phim như một nhân viên y tế. Năm 2013, cả hai được thuê viết Call of the Wild cho DreamWorks Studios. [liên kết chết] John đóng vai Ben House trong Rapture-Palooza. Daley tiếp tục viết truyện cho phần tiếp theo của Horrible Bosses.
Daley và Goldstein đã đồng sáng tác và đạo diễn bộ phim Vacation, bộ phim mới nhất của bộ phim Vacation, với sự tham gia của Ed Helms và Christina Applegate.
Daley và Goldstein đã viết kịch bản cho bộ phim Spider-Man: Homecoming năm 2017 với bốn nhà làm phim khác.
Năm 2018, bộ đôi này đang đàm phán để chỉ đạo một bộ phim chuyển thể từ Flashpoint của DC Comics cho DC Extended Universe của họ..
Daley góp mặt trong video bài hát "Mercy Kiss" của Abandoned Pools.